# 那慕爾航空事故
那慕爾航空事故是指在2013年10月19日時，一架搭載有跳傘成員的Pilatus PC-6 Porter飛機在比利時那慕爾與费内尔蒙附近時墜毀。這起事故造成包含飛行員在內共計11人喪生，並且也是比利時嚴重程度僅次於比利時航空於1961年發生、造成75人喪生的比利時航空548號班機空難之航空事故。